# Geolyces convexaria
Geolyces convexaria là một loài bướm đêm trong họ Geometridae.